# Saison 2020-2021 du Raja Club Athletic
Maillots
Chronologie
Saison précédente Saison suivante
La saison 2020-2021 du Raja Club Athletic est la 72e de l'histoire du club depuis sa fondation le 20 mars 1949. Elle fait suite à la saison 2019-2020 qui a vu le Raja remporter le 12e championnat de son histoire.
Elle démarre dans un contexte particulier en raison de la pandémie de Covid-19: le championnat et la coupe du trône qui débutent normalement durant le mois d'août, sont repoussés jusqu'à décembre. Au titre de cette saison, le Raja CA est engagé dans quatre compétitions officielles: Le Championnat du Maroc, la Coupe du Trône, la Ligue des champions, et la Coupe de la confédération.
Le meilleur buteur de la saison est Ben Malango avec 24 buts inscrits toutes compétitions confondues, tandis que le meilleur passeur est Soufiane Rahimi avec 16 passes décisives.

## Avant saison
La saison 2019-2020 du Raja CA a été la plus longue de son histoire, 452 jours séparent le premier match de la saison, disputé le 10 août 2019 contre Brikama United FC, et le dernier match du 4 novembre 2020 contre le Zamalek SC (sans compter la finale du Championnat arabe des clubs 2019-2020 qui est programmée en février 2021).
Après l'élimination en demi-finale de la Ligue des champions, une grande vague de mécontentement de la part des supporters submerge le club qui critiquent l'approche jugée trop craintive de Jamal Sellami lors des matchs, mais également la direction de Jawad Ziyat en estimant qu'elle n'a pas bien renforcé l'effectif de l'équipe. Quelques jours après, le club annonce, à l'issue d'une réunion tenue le 7 novembre par visioconférence, qu'il a été décidé de maintenir le staff technique de Sellami à son poste pour la saison à venir.
Après l'élimination, l'entraîneur offre aux joueurs douze jours de repos avant de reprendre les entraînements le lundi 17 novembre pour préparer la nouvelle saison. Le 9 novembre, Youssef Safri démissionne de sa fonction d’entraîneur-adjoint.
Le 15 novembre, le président du club Jawad Ziyat réunit les membres de son comité directeur par visioconférence pour leur faire part de sa décision de mettre un terme à son mandat, avec effet à la date de la prochaine assemblée élective qui devrait être tenue le 3 décembre 2020.
Le 17 novembre, le club paraphe des contrats professionnels avec huit joueurs de son académie qui vont de ce fait, rejoindre l'équipe espoir. Il s'agit de Houssine Rahimi, Abdou Chourouki, Ayman Mellali, Adam Khalfi, Yassine Zoubir, Salaheddine Amila, Walid Hazzaoui et Rayan Mourajid.
Le 30 novembre, dernier jouer du mercato au Maroc, le club accepte le transfert définitif de Imrane Fiddi au Maghreb de Fès, avec l'accord de Jamal Sellami. Le lendemain, il est annoncé que le transfert a échoué à cause d'un désaccord autour de la somme du transfert entre les deux clubs, le joueur revient donc avec son équipe.
Le 1er décembre, le comité directeur annonce que l'assemblée générale annuelle se tiendra le 21 décembre par visioconférence. Il détaille l'ordre du jour, qui prévoit notamment l'approbation de la démission de Jawad Ziyat et l'élection d'un nouveau président et de son comité. Le club annonce également qu'il va diffuser le rapport moral et financier de la saison écoulée sur son site officiel quelques jours avant l'assemblée.
Le même jour, le club annonce que Mohamed Bekkari, a été nommé au poste d’entraîneur adjoint. En plus d'être un ancien joueur du Raja, il a occupé la fonction d'entraîneur de l'équipe espoir et a été à l'origine de l'éclosion de plusieurs joueurs de l'effectif actuel tels que Omar Boutayeb, Omar Arjoune ou Marouane Hadhoudi.

### Matchs amicaux
Les joueurs reprennent finalement leurs entraînements le 18 novembre au Complexe Oasis, et entament les préparations pour la nouvelle saison. Le Raja joue son premier match amical contre l'Étoile de Casablanca avec une équipe constitué uniquement des espoirs et des joueurs en retour de prêt, qui se termine sur un score nul 0-0. Un deuxième match est disputé contre la Jeunesse Ben Guerir où le Raja s'impose 1-0 grâce à un but du nouveau venu, Noah Sadaoui, avant de jouer avec les espoirs contre Maghreb de Fès, qui fait son retour parmi l'élite du championnat marocain.
Le club programme un stage de préparation fermé du 24 novembre au 1er décembre à Tanger, avant d'entamer le championnat le 4 décembre contre le Fath Union Sport.
| Date       | Adversaire           | Lieu                                    | Score | Buteurs                  |
| ---------- | -------------------- | --------------------------------------- | ----- | ------------------------ |
| 19/11/2020 | Étoile de Casablanca | Complexe sportif Raja-Oasis Casablanca  | 0-0   | -                        |
| 21/11/2020 | Jeunesse Ben Guerir  | Complexe sportif Raja-Oasis, Casablanca | 1-0   | Noah Sadaoui 29e         |
| 22/11/2020 | Maghreb de Fès       | Complexe sportif Raja-Oasis, Casablanca | 0-1   | -                        |
| 25/11/2020 | Youssoufia Berrechid | Complexe sportif Raja-Oasis, Casablanca | 0-0   | -                        |
| 26/11/2020 | Olympique Dcheira    | Complexe sportif Raja-Oasis, Casablanca | 2-1   | Mahmoud Benhalib 20e 37e |
| 26/11/2020 | Olympique Safi       | Grand stade de Marrakech, Marrakech     | 0-1   | Noah Sadaoui 54e         |

## Prolongations de contrats
Affecté par la pandémie de Covid-19, le mercato a été bouleversé. Se tenant d'ordinaire de mi-juin jusqu'au début du mois de septembre, le marché des transferts marocain a modifié ses dates pour s'accorder avec le calendrier de la saison (suspendue du 14 mars au 27 juillet 2020), et a ouvert ses portes du 21 octobre 2020 au 20 novembre 2020.
Au regard des événements inédits engendrés par la crise sanitaire, le Raja CA a proposé des prolongations à ses joueurs en fin de contrat, leur permettant ainsi de jouer pour le club jusqu'au mois de novembre 2020 et de disputer la fin du Championnat et de la Ligue des champions. Dans cette perspective, Mohsine Moutouali, Hamid Ahaddad (qui joue en prêt) et Ilias Haddad ont signé des prolongations de contrat pour pouvoir finir la saison avec leur club. Après la fin de la saison 2019-2020, Mohsine Moutouali a renouvelé son bail au club pour deux saisons supplémentaires, Ilias Haddad a renouvelé pour une seule saison, par contre, Hamid Ahaddad quitte le club et retourne au Zamalek SC.

## Mercato d'été 2020
Le 9 septembre 2020, le Raja annonce la signature de Marouane Hadhoudi qui paraphe un contrat de trois ans. Le joueur est un pur produit du club avant qu'il ne le quitte en 2015 vers le Difaâ Hassani d'El Jadida avec qui il va évoluer pendant 5 saisons.
Le 15 octobre, Hamid Ahaddad annonce, quelques jours après avoir remporté le championnat, la fin de son aventure avec l'équipe, son contrat de prêt d'une année ayant expiré. Le club a tout de même essayé d'acheter définitivement le contrat du joueur mais les négociations avec le Zamalek SC n'ont pas abouti.
Quelques jours après, l'Américano-Marocain Noah Wael Sadaoui rejoint le Raja après que la signature avait été révélée par la presse deux mois auparavant, mais aucune des parties ne l'a officiellement annoncé.
Le 11 novembre, Badr Benoun quitte le Raja pour rejoindre Al Ahly SC. Le joueur s'est engagé pour quatre ans avec le club Cairote, au terme d'un transfert qui lui a coûté deux millions d'euros.
| Joueur              | Poste             | Âge | Type de transfert | Durée        | Provenance/Destination    | Division                |
| ------------------- | ----------------- | --- | ----------------- | ------------ | ------------------------- | ----------------------- |
| Arrivées            |                   |     |                   |              |                           |                         |
| Marouane Hadhoudi   | Défenseur         | 28  | Transfert         | 3 ans (2023) | Difaâ Hassani d'El Jadida | Botola 1                |
| Noah Wael Sadaoui   | Attaquant         | 27  | Transfert         | 3 ans (2023) | Mouloudia Club d'Oujda    | Botola 1                |
| Chadi Yakiri        | Milieu de terrain | 20  | Retour de prêt    | -            | Deportivo La Corogne      | Segunda B               |
| Imrane Fiddi        | Défenseur         | 22  | Retour de prêt    | -            | AS Salé                   | Botola 2                |
| Saad Lakohal        | Défenseur         | 22  | Retour de prêt    | -            | Widad Témara              | Botola 2                |
| Abderrazak Ghazouat | Défenseur         | 21  | Retour de prêt    | -            | Chabab Riadi Salmi        | Botola 2                |
| Hicham Islah        | Attaquant         | 21  | Retour de prêt    | -            | Chabab Riadi Salmi        | Botola 2                |
| Départs             |                   |     |                   |              |                           |                         |
| Hamid Ahaddad       | Attaquant         | 25  | Fin de prêt       | -            | Zamalek SC                | Egyptian Premier League |
| Badr Benoun         | Défenseur         | 27  | Transfert         | 4 ans (2024) | Al Ahly SC                | Egyptian Premier League |

## Mi-saison
Le 11 janvier 2021, le Raja se qualifie pour la finale de la Coupe arabe des clubs champions 2019-2020 en battant l'Ismaily SC au match retour sur le score de 3-0. Cette rencontre a été plusieurs fois reportée à cause de la Pandémie de Covid-19, et est de fait assignée à la saison 2019-2020.
Après cette demi-finale, cinq joueurs partent au Cameroun avec les Lions de l'Atlas pour prendre part au Championnat d'Afrique des nations 2020, l'entraîneur offre 11 jours de repos aux reste de l'équipe, avant de reprendre les entraînements le 22 janvier.
Le 15 janvier, le Raja annonce le prolongement jusqu'en 2024 des contrats de quatre joueurs, tous issus de son contre de formation et qui ont rejoint l'équipe première récemment, il s'agit de Amir El Haddaoui, Abdelilah Madkour, Oussama Soukhane, et Zakaria Habti,.
Le 1er février, le club annonce la réouverture de son école de football qui a cessé temporairement ses activités à cause de la pandémie de Covid-19.
Le 2 février, l'international togolais de 18 ans Abdoul-Halimou Sama arrive au Complexe Oasis pour passer une période d'essai avec l'équipe, mais échoue à convaincre le staff technique.
Le 9 février, Jamal Sellami convoque le buteur de l'équipe espoir Houssine Rahimi, frère de Soufiane Rahimi qui a inscrit cinq buts lors des six premières rencontres de la National 2 cette saison, pour qu'il rejoigne l'équipe première. Le 16 février, le Raja annonce le renouvellement des contrats des deux frères Soufiane Rahimi et Houssine Rahimi jusqu'en 2025.

### Match amicaux
Une semaine après la reprise des entraînements, le Raja dispute son premier match amical de la trêve hivernal le 30 janvier contre le Rapide de Oued-Zem, qu'il bat sur le score de 3-0 grâce à un doublé de Ayoub Nanah et un but de Youssef Gharbi, un joueur provenant de la troisième division espagnole qui est en train d'effectuer un test avec l'équipe.
Le 3 février, le Raja joue un autre match amical contre la Renaissance de Zemamra et s'incline sur le score de 3-0. La rencontre a été connu la participation de quelques joueurs en période d'essai, dont Abdoul-Halimou Sama.
| Date       | Adversaire             | Lieu                                    | Score | Buteurs                                |
| ---------- | ---------------------- | --------------------------------------- | ----- | -------------------------------------- |
| 30/01/2021 | Rapide de Oued Zem     | Complexe sportif Raja-Oasis Casablanca  | 3-0   | Ayoub Nanah 33e 41e, Youssef Gharb 88e |
| 03/02/2021 | Renaissance de Zemamra | Complexe sportif Raja-Oasis, Casablanca | 0-3   | -                                      |

## Mercato hivernal 2021
Mi-janvier, Anas Jabroun saisit la Fédération royale marocaine de football pour toucher ses tranches impayés et se séparer du club. En effet, le joueur ne joue plus depuis plusieurs mois et Jamal Sellami a déclaré qu'il ne compte pas sur lui.
Le 21 janvier 2021, le club annonce le prêt de Imrane Fiddi au Chabab Mohammédia pour une durée de six mois sans option d'achat, après qu'il a joué la saison précédente également en prêt à l'Association sportive de Salé.
Trois jours plus tard, le club annonce que le jeune défenseur Mohamed Douik, qui a joué plus de 50 matchs avec l'équipe première, jouera le reste de la saison à la Renaissance de Zemamra en prêt. Même destination pour l'attaquant Youssef Bekkari, mais il s'agit pour lui d'un transfert définitif de trois saisons et demie.
Le 30 janvier, il est annoncé que le club a transféré Fabrice Ngah au Ceramica Cleopatra FC, club fraîchement promu en première division égyptienne. À noter que le joueur n'a disputé aucune rencontre avec l'équipe durant cette saison.
Le 2 février, la commission des litiges de la fédération donne raison à Anas Jabroun qui résilie unilatéralement son contrat s'expirant normalement en 2022 et devient donc un joueur libre.
Le 5 février, dernier jour du mercato hivernal, le Raja enrôle trois joueurs. Il s'agit de l'international burkinabé Soumaïla Ouattara qui paraphe un contrat de trois saisons et demie, l'international marocain Badr Boulahroud provenant du Malaga CF pour une saison et demie, et Youssef Gharb, attaquant de 21 ans qui évoluait avec le Siete Colmenar dans la ligue de la communauté de Madrid des Ligues régionales d'Espagne, où il a marqué 6 buts en 18 matchs au compte de la saison 2019-2020,. En contrepartie, le club cède Zakaria Drouich au Chabab Mohammédia par le biais d'un contrat de trois saisons et demie qui donne le droit au Raja de toucher 25% du montant de transfert si le joueur est vendu dans le futur.
| Joueur            | Poste             | Âge | Type de transfert      | Durée                | Provenance/Destination | Division                 |
| ----------------- | ----------------- | --- | ---------------------- | -------------------- | ---------------------- | ------------------------ |
| Arrivées          |                   |     |                        |                      |                        |                          |
| Badr Boulahroud   | Milieu de terrain | 27  | Transfert              | 1 an et demi (2022)  | Malaga CF              | LaLiga 2                 |
| Soumaïla Ouattara | Défenseur         | 25  | Transfert              | 3 ans et demi (2024) | Rahimo FC              | Burkinabé Premier League |
| Youssef Gharb     | Attaquant         | 21  | Transfert              | 3 ans et demi (2023) | Siete Picos Colmenar   | Championnat d'Espagne D6 |
| Départs           |                   |     |                        |                      |                        |                          |
| Fabrice Gael Ngah | Défenseur         | 23  | Transfert              | 1 an et demi (2022)  | Ceramica Cleopatra FC  | Egyptian Premier League  |
| Anas Jabroun      | Attaquant         | 23  | Résiliation du contrat | -                    | -                      | -                        |
| Mohamed Douik     | Défenseur         | 22  | Prêt                   | 6 mois (2021)        | Renaissance Zemamra    | Botola 1                 |
| Imrane Fiddi      | Défenseur         | 22  | Prêt                   | 6 mois (2021)        | Chabab Mohammédia      | Botola 1                 |
| Youssef Bekkari   | Attaquant         | 27  | Transfert              | 3 ans et demi (2024) | Renaissance Zemamra    | Botola 1                 |
| Zakaria Drouich   | Défenseur         | 20  | Transfert              | 3 ans et demi (2024) | Chabab Mohammédia      | Botola 1                 |

## Compétitions

### Coupe du trône
La Coupe du trône 2019-2020 est 64e édition de la Coupe du Trône de football sous l'égide de la Fédération royale marocaine de football depuis sa création en 1956. C'est une compétition à élimination directe, organisée annuellement et ouverte aux clubs amateurs et professionnels affiliés à la FRMF. Le vainqueur de la Coupe s'offre une place en Coupe de la confédération, s'il n'est pas déjà qualifié pour la Ligue des champions de la CAF.
Le Raja CA totalise 8 titres dans cette compétition, dont le dernier a été remporté en 2017 sous la houlette de Juan Carlos Garrido.
| Date       | Tour           | Adversaire                   | Lieu                            | Score           |
| ---------- | -------------- | ---------------------------- | ------------------------------- | --------------- |
| 01/01/2021 | 1/16 de finale | Wydad Athletic de Fès        | Stade Mohammed V, Casablanca    | 2-1             |
| 03/03/2021 | 1/8 de finale  | Union sportive de Sidi Kacem | Stade Mohammed V, Casablanca    | 2-0             |
| 05/05/2021 | 1/4 de finale  | AS FAR                       | Complexe Moulay Abdallah, Rabat | 1-1 (t.a.b 5-3) |

### Championnat
La Botola 2020-2021 est la 93e édition du championnat du Maroc de football et la 65e édition sous l'égide de la Fédération royale marocaine de football depuis sa création en 1956. Depuis cette saison, la Botola a pour sponsor principal l'opérateur de télécommunications Inwi. La marque remplace ainsi Maroc Telecom au naming de la compétition, qui se nomme désormais Botola Pro 1 Inwi. La division oppose seize clubs en une série de trente rencontres, chaque club se rencontrant à deux reprises. Les meilleurs du championnat se qualifient pour les coupes d'Afrique que sont la Ligue des Champions pour le champion et vice-champion, et la Coupe de la confédération pour le troisième.
Le Raja CA participe à cette compétition pour la 65e fois de son histoire et n'a jamais quitté l'élite du football marocain depuis la première édition de 1956-1957, un record national. L'équipe défend son titre au titre de cette édition après avoir remporté son 12e sacre en 2019-2020.

#### Journées 1 à 5
| Date       | J.  | Adversaire     | Lieu                                | Score |
| ---------- | --- | -------------- | ----------------------------------- | ----- |
| 06/12/2020 | 1re | Fath US        | Stade Moulay Hassan, Rabat          | 3-3   |
| 10/12/2020 | 2e  | RC Oued-Zem    | Stade Mohammed V, Casablanca        | 3-2   |
| 13/12/2020 | 3e  | MC Oujda       | Stade Mohammed V, Casablanca        | 3-0   |
| 19/12/2020 | 4e  | RS Berkane     | Stade municipal de Berkane, Berkane | 0-1   |
| 26/12/2020 | 5e  | SCC Mohammédia | Stade Mohammed V, Casablanca        | 1-0   |

#### Journées 6 à 10
| Date       | J.  | Adversaire    | Lieu                               | Score |
| ---------- | --- | ------------- | ---------------------------------- | ----- |
| 17/02/2021 | 6e  | AS FAR        | Complexe Moulay Abdallah, Rabat    | 1-1   |
| 25/02/2021 | 7e  | IR Tanger     | Stade Mohammed V, Casablanca       | 2-0   |
| 28/02/2021 | 8e  | DH El Jadida  | Stade Ben-Ahmed-El-Abdi, El Jadida | 0-0   |
| 07/03/2021 | 9e  | CAY Berrechid | Stade Mohammed V, Casablanca       | 1-1   |
| 21/03/2021 | 10e | Wydad AC      | Stade Mohammed V, Casablanca       | 2-0   |

#### Journées 11 à 15
| Date       | J.  | Adversaire  | Lieu                            | Score |
| ---------- | --- | ----------- | ------------------------------- | ----- |
| 07/04/2021 | 11e | HUS Agadir  | Stade Mohammed V, Casablanca    | 0-1   |
| 16/04/2021 | 12e | MA Tétouan  | Complexe Moulay Abdallah, Rabat | 2-3   |
| 25/04/2021 | 13e | OC Safi     | Stade Mohammed V, Casablanca    | 2-0   |
| 02/05/2021 | 14e | RCA Zemamra | Stade El Massira, Safi          | 1-1   |
| 09/05/2021 | 15e | Maghreb AS  | Stade Mohammed V, Casablanca    | 1-0   |

#### Journées 16 à 20
| Date       | J.  | Adversaire     | Lieu                                     | Score |
| ---------- | --- | -------------- | ---------------------------------------- | ----- |
| 12/05/2021 | 16e | Fath US        | Stade Mohammed V, Casablanca             | 1-1   |
| 03/06/2021 | 17e | RC Oued-Zem    | Complexe sportif du Phosphate, Khouribga | 0-2   |
| 20/05/2021 | 18e | MC Oujda       | Stade d'honneur d'Oujda, Oujda           | 0-2   |
| 13/06/2021 | 19e | RS Berkane     | Stade Mohammed V, Casablanca             | 0-1   |
| 27/05/2021 | 20e | SCC Mohammédia | Stade Bachir, Mohammedia                 | 1-2   |

#### Journées 21 à 25
| Date       | J.  | Adversaire    | Lieu                                    | Score |
| ---------- | --- | ------------- | --------------------------------------- | ----- |
| 30/05/2021 | 21e | AS FAR        | Stade Mohammed V, Casablanca            | 3-2   |
| 16/06/2021 | 22e | IR Tanger     | Stade Ibn-Batouta, Tanger               | 0-3   |
| 24/06/2021 | 23e | DH El Jadida  | Stade Mohammed V, Casablanca            | 2-0   |
| 30/06/2021 | 24e | CAY Berrechid | Stade municipal de Berrechid, Berrechid | 1-0   |
| 03/07/2021 | 25e | Wydad AC      | Stade Mohammed V, Casablanca            | 1-2   |

#### Journées 26 à 30
| Date       | J.  | Adversaire  | Lieu                         | Score |
| ---------- | --- | ----------- | ---------------------------- | ----- |
| 06/07/2021 | 26e | HUS Agadir  | Stade Adrar, Agadir          | 0-0   |
| 14/07/2021 | 27e | MA Tétouan  | Stade Mohammed V, Casablanca | 4-1   |
| 17/07/2021 | 28e | OC Safi     | Stade El Massira, Safi       | 2-2   |
| 23/07/2021 | 29e | RCA Zemamra | Stade Mohammed V, Casablanca | 1-0   |
| 28/07/2021 | 30e | Maghreb AS  | Stade de Fès, Fès            | 2-3   |

#### Classement
Extrait du classement final de la Botola 2020-2021
| Rang | Équipe               | Pts | J  | G  | N | P  | Bp | Bc | Diff |
| ---- | -------------------- | --- | -- | -- | - | -- | -- | -- | ---- |
| 1    | Wydad AC             | 67  | 30 | 20 | 7 | 3  | 58 | 26 | +32  |
| 2    | Raja Club Athletic T | 59  | 30 | 17 | 8 | 5  | 48 | 26 | +22  |
| 3    | AS FAR               | 51  | 30 | 14 | 9 | 7  | 39 | 29 | +10  |
| 4    | RS Berkane           | 45  | 30 | 13 | 6 | 11 | 37 | 36 | +1   |

### Ligue des champions
La Ligue des champions 2020-2021 est la 57e édition de la plus prestigieuse des compétitions africaines inter-clubs, la Ligue des champions de la CAF. Le Raja Club Athletic participe à cette compétition pour la 18e fois de son histoire et il l'a déjà remporté à trois reprises. Exempté du premier tour, les Verts disputeront un seul tour (aller-retour) pour se qualifier à la phase de poules. Les quatre premiers et les quatre deuxièmes de chaque groupe participent à la phase finale, qui débute par les quarts de finale.
Le Raja est étonnamment éliminé aux portes de la phase de poules contre Teungueth FC aux tirs au but après un score cumulé de 0-0. Le match retour est disputé au Stade Mohamed V sur une pelouse complètement détrempée et qui ressemblait davantage à une piscine qu’à un terrain de football.
| Date       | Tour                  | Adversaire   | Lieu                         | Score           |
| ---------- | --------------------- | ------------ | ---------------------------- | --------------- |
| 22/12/2020 | Premier tour - Aller  | Teungueth FC | Stade Lat-Dior, Thiès        | 0-0             |
| 05/01/2021 | Premier tour - Retour | Teungueth FC | Stade Mohammed V, Casablanca | 0-0 (t.a.b 1-3) |

### Coupe de la confédération
Après son élimination en Ligue des champions, le Raja CA est reversé en Coupe de la confédération où il se qualifie face à l'Union sportive monastirienne et rejoint les poules. Lors du tirage au sort tenue le 22 février 2021 au Caire, le Raja est placé dans le premier chapeau aux côtés de l'Étoile Sportive du Sahel, la RS Berkane et l'Enyimba FC. Le tirage place les Verts dans un groupe qui comprend Nkana FC, Namungo FC et Pyramids FC, finaliste de l'édition précédente.
Le Raja domine la compétition et aligne six victoires en autant de matchs, en marquant treize buts et en n'encaissant aucun. Le Raja devient la première équipe de l'histoire des compétitions africaines à gagner tous ses matchs de la phase de poules en n'encaissant aucun but.
| Date       | Tour                 | Adversaire  | Lieu                                | Score           |
| ---------- | -------------------- | ----------- | ----------------------------------- | --------------- |
| 14/02/2021 | Second tour - Aller  | US Monastir | Stade Mohammed V, Casablanca        | 1-0             |
| 21/02/2021 | Second tour - Retour | US Monastir | Stade Mustapha-Ben-Jannet, Monastir | 1-0 (t.a.b 4-5) |

#### Phase de poules
| Date       | J.        | Adversaire  | Lieu                                          | Score |
| ---------- | --------- | ----------- | --------------------------------------------- | ----- |
| 10/03/2021 | Journée 1 | Namungo FC  | Stade Mohamed V, Casablanca                   | 1-0   |
| 17/03/2021 | Journée 2 | Nkana FC    | Scriveners Stadium, Kitwe                     | 0-2   |
| 04/04/2021 | Journée 3 | Pyramids FC | Stade Mohamed V, Casablanca                   | 2-0   |
| 11/04/2021 | Journée 4 | Pyramids FC | Stade du 30 Juin, Le Caire                    | 0-3   |
| 21/04/2021 | Journée 5 | Namungo FC  | Benjamin Mkapa National Stadium, Dar es Salam | 0-3   |
| 28/04/2021 | Journée 6 | Nkana FC    | Stade Mohamed V, Casablanca                   | 2-0   |

| Rang | Équipe      | Pts | J | G | N | P | Bp | Bc | Diff |  | Résultats (▼ dom., ► ext.) |     |     |     |     |
| ---- | ----------- | --- | - | - | - | - | -- | -- | ---- |  | -------------------------- | --- | --- | --- | --- |
| 1    | Raja CA     | 18  | 6 | 6 | 0 | 0 | 13 | 0  | +13  |  | Raja CA                    |     | 2-0 | 2-0 | 1-0 |
| 2    | Pyramids FC | 12  | 6 | 4 | 0 | 2 | 7  | 5  | +2   |  | Pyramids FC                | 0-3 |     | 3-0 | 1-0 |
| 3    | Nkana FC    | 6   | 6 | 2 | 0 | 4 | 2  | 8  | -6   |  | Nkana FC                   | 0-2 | 0-1 |     | 1-0 |
| 4    | Namungo FC  | 0   | 6 | 0 | 0 | 6 | 0  | 9  | -9   |  | Namungo FC                 | 0-3 | 0-2 | 0-1 |     |

#### Phase finale
| Date       | Tour                   | Adversaire      | Lieu                                               | Score           |
| ---------- | ---------------------- | --------------- | -------------------------------------------------- | --------------- |
| 16/05/2021 | 1/4 de finale - Aller  | Orlando Pirates | Orlando Stadium, Johannesburg                      | 1-1             |
| 23/05/2021 | 1/4 de finale - Retour | Orlando Pirates | Stade Mohamed V, Casablanca                        | 4-0             |
| 20/06/2021 | Demi-finale - Aller    | Pyramids FC     | Stade du 30 Juin, Le Caire                         | 0-0             |
| 27/06/2021 | Demi-finale - Retour   | Pyramids FC     | Stade Mohamed V, Casablanca                        | 0-0 (t.a.b 5-4) |
| 10/07/2021 | Finale                 | JS Kabylie      | Stade de l’Amitié Général Mathieu Kérékou, Cotonou | 2-1             |

Le 10 juillet 2021, le Raja Club Athletic remporte la coupe de la confédération.
| Coupe de la Confederation Vainqueur 2020-2021 |
| --------------------------------------------- |
| Raja CA                                       |

## Statistiques
(Section mise à jour après le match Raja CA 4-4 Ittihad FC, le 21 août 2021)

### Statistiques collectives
| Compétition               | Résultat        | Matches joués | Gagnés | Nuls | Perdus | Buts pour | Buts contre | Différence |
| ------------------------- | --------------- | ------------- | ------ | ---- | ------ | --------- | ----------- | ---------- |
| Botola                    | 2e              | 30            | 17     | 8    | 5      | 48        | 26          | +22        |
| Coupe du Trône            | Quart de finale | 3             | 2      | 1    | 0      | 5         | 2           | +3         |
| Ligue des champions       | Premier tour    | 2             | 0      | 2    | 0      | 0         | 0           | 0          |
| Coupe de la confédération | Vainqueur       | 13            | 9      | 3    | 1      | 21        | 3           | +18        |
| Total                     | Total           | 48            | 28     | 14   | 6      | 74        | 31          | +43        |

### Statistiques individuelles

#### Onze de départ
| \| No. \| Pos. \| Joueur \| Titulaire \| Remplaçant \| \| --- \| ---- \| ----------------- \| --------- \| ---------------------------------------------------------------- \| \| 1 \| GB \| Anas Zniti \| 46 \| Bouamira a 2 titularisations et Haddaoui a 1 titularisation \| \| 29 \| DD \| Abdelilah Madkour \| 34 \| Boutayeb a 15 titularisations et Chaboud a 1 titularisation \| \| 24 \| DC \| Marouane Hadhoudi \| 38 \| Al Warfali a 17 titularisations et Ouattara a 6 titularisations \| \| 26 \| DC \| Ilias Haddad \| 29 \| Achchakir a 8 titularisations et Naim a 1 titularisation \| \| 20 \| DG \| Abdeljalil Jbira \| 20 \| Soukhane a 16 titularisations et Souboul a 14 titularisations \| \| 96 \| MD \| Omar Arjoune \| 31 \| Zrida a 23 titularisations et Boulahroud a 4 titularisations \| \| 17 \| MR \| Zakaria El Wardi \| 28 \| Makahasi a 13 titularisations \| \| 18 \| MO \| Abdelilah Hafidi \| 25 \| Ngoma a 17 titularisations et Idbouiguiguine a 3 titularisations \| \| 21 \| AiG \| Soufiane Rahimi \| 41 \| Benhalib a 24 titularisations et Farah a 3 titularisations \| \| 5 \| AiD \| Mohsine Moutouali \| 14 \| Habti a 6 titularisations et Nanah a 5 titularisations \| \| 28 \| AT \| Ben Malango \| 38 \| Sadaoui a 16 titularisations et Amila a 1 titularisation \| | Zniti Hadhoudi Haddad Madkour Jbira Arjoune El Wardi Hafidi Moutouali(C) Rahimi Malango |                   |           |                                                                  |
| No. | Pos.                                                                                    | Joueur            | Titulaire | Remplaçant                                                       |
| 1 | GB                                                                                      | Anas Zniti        | 46        | Bouamira a 2 titularisations et Haddaoui a 1 titularisation      |
| 29 | DD                                                                                      | Abdelilah Madkour | 34        | Boutayeb a 15 titularisations et Chaboud a 1 titularisation      |
| 24 | DC                                                                                      | Marouane Hadhoudi | 38        | Al Warfali a 17 titularisations et Ouattara a 6 titularisations  |
| 26 | DC                                                                                      | Ilias Haddad      | 29        | Achchakir a 8 titularisations et Naim a 1 titularisation         |
| 20 | DG                                                                                      | Abdeljalil Jbira  | 20        | Soukhane a 16 titularisations et Souboul a 14 titularisations    |
| 96 | MD                                                                                      | Omar Arjoune      | 31        | Zrida a 23 titularisations et Boulahroud a 4 titularisations     |
| 17 | MR                                                                                      | Zakaria El Wardi  | 28        | Makahasi a 13 titularisations                                    |
| 18 | MO                                                                                      | Abdelilah Hafidi  | 25        | Ngoma a 17 titularisations et Idbouiguiguine a 3 titularisations |
| 21 | AiG                                                                                     | Soufiane Rahimi   | 41        | Benhalib a 24 titularisations et Farah a 3 titularisations       |
| 5 | AiD                                                                                     | Mohsine Moutouali | 14        | Habti a 6 titularisations et Nanah a 5 titularisations           |
| 28 | AT                                                                                      | Ben Malango       | 38        | Sadaoui a 16 titularisations et Amila a 1 titularisation         |

#### Statistiques des buteurs
| Rang                | Joueur              | Botola | Coupe du trône | Ligue des Champions | Coupe de la confédération | Championnat arabe | Total |
| ------------------- | ------------------- | ------ | -------------- | ------------------- | ------------------------- | ----------------- | ----- |
| 1                   | Ben Malango         | 16     | 2              | 0                   | 6                         | 1                 | 25    |
| 2                   | Soufiane Rahimi     | 14     | 0              | 0                   | 5                         | 1                 | 20    |
| 3                   | Mahmoud Benhalib    | 2      | 3              | 0                   | 1                         | 2                 | 8     |
| 4                   | Fabrice Ngoma       | 3      | 0              | 0                   | 2                         | 0                 | 5     |
| 5                   | Noah Sadaoui        | 2      | 0              | 0                   | 2                         | 0                 | 4     |
| -                   | Abdelilah Hafidi    | 4      | 0              | 0                   | 0                         | 0                 | 4     |
| 7                   | Mohsine Moutouali   | 2      | 0              | 0                   | 0                         | 1                 | 3     |
| -                   | Zakaria El Wardi    | 0      | 0              | 0                   | 1                         | 1                 | 2     |
| -                   | Ilias Haddad        | 0      | 0              | 0                   | 1                         | 1                 | 2     |
| 10                  | Zakaria Habti       | 0      | 0              | 0                   | 1                         | 0                 | 1     |
| -                   | Sanad Al Warfali    | 1      | 0              | 0                   | 0                         | 0                 | 1     |
| -                   | Riad Idbouiguiguine | 0      | 0              | 0                   | 1                         | 0                 | 1     |
| -                   | Abdellah Farah      | 1      | 0              | 0                   | 0                         | 0                 | 1     |
| -                   | Salaheddine Amila   | 1      | 0              | 0                   | 0                         | 0                 | 1     |
| But contre son camp | But contre son camp | 2      | 0              | 0                   | 1                         | 0                 | 3     |
| Total               | Total               | 48     | 5              | 0                   | 21                        | 7                 | 81    |

(Les chiffres ci-dessus ne sont valables que pour les matchs officiels)
- Récapitulatif des buteurs lors des matchs amicaux d'avant-saison :
  - 2 buts : Mahmoud Benhalib, Noah Sadaoui

#### Statistiques des passeurs
| Rang  | Joueur            | Botola | Coupe du trône | Ligue des Champions | Coupe de la confédération | Championnat arabe | Total |
| ----- | ----------------- | ------ | -------------- | ------------------- | ------------------------- | ----------------- | ----- |
| 1     | Soufiane Rahimi   | 11     | 2              | 0                   | 3                         | 0                 | 16    |
| -     | Abdelilah Hafidi  | 9      | 0              | 0                   | 1                         | 2                 | 12    |
| 3     | Ben Malango       | 3      | 0              | 0                   | 1                         | 0                 | 4     |
| -     | Zakaria Habti     | 2      | 1              | 0                   | 1                         | 0                 | 4     |
| -     | Omar Arjoune      | 1      | 0              | 0                   | 3                         | 0                 | 4     |
| 4     | Mahmoud Benhalib  | 3      | 0              | 0                   | 0                         | 0                 | 3     |
| -     | Abdelilah Madkour | 2      | 0              | 0                   | 1                         | 0                 | 3     |
| -     | Abdeljalil Jbira  | 3      | 0              | 0                   | 0                         | 0                 | 3     |
| 5     | Ayoub Nanah       | 0      | 0              | 0                   | 2                         | 0                 | 2     |
| -     | Mohamed Zrida     | 1      | 0              | 0                   | 1                         | 0                 | 2     |
| -     | Oussama Soukhane  | 1      | 0              | 0                   | 1                         | 0                 | 2     |
| -     | Mohsine Moutouali | 1      | 0              | 0                   | 1                         | 0                 | 2     |
| 6     | Zakaria El Wardi  | 1      | 0              | 0                   | 0                         | 0                 | 1     |
| -     | Mohamed Makahasi  | 0      | 1              | 0                   | 0                         | 0                 | 1     |
| -     | Marouane Hadhoudi | 0      | 0              | 0                   | 1                         | 0                 | 1     |
| -     | Mohamed Naim      | 1      | 0              | 0                   | 0                         | 0                 | 1     |
| Total | Total             | 39     | 4              | 0                   | 16                        | 2                 | 61    |

### Distinctions individuelles
Le club fait voter ses supporters pour désigner un joueur du mois parmi l'effectif, il est appelé l'Aigle du mois. La récompense n'a pas été attribuée pour les mois de janvier et mars. Le prix de l'Aigle de la saison est attribué quant à lui à Anas Zniti.
| Mois     | Vainqueurs       | Mois               | Vainqueurs        |
| -------- | ---------------- | ------------------ | ----------------- |
| Décembre | Soufiane Rahimi  | Mai                | Marouane Hadhoudi |
| Janvier  | non attribuée    | Juin               | Anas Zniti        |
| Février  | Zakaria El Wardi | Juillet            | Anas Zniti        |
| Mars     | non attribuée    | Aigle de la saison | Anas Zniti        |
| Avril    | Ben Malango      |                    |                   |